# Vittorio Erba
Vittorio Erba, all'anagrafe Vittorino (Busto Arsizio, 26 gennaio 1914 – ...), è stato un calciatore italiano, di ruolo attaccante.

## Caratteristiche tecniche
Attaccante centrale, particolarmente dotato nel gioco aereo.

## Carriera
Cresce nel settore giovanile della Pro Patria, con la quale all'età di 16 anni è aggregato alla prima squadra, senza riuscire ad esordire in gare ufficiali. In seguito si trasferisce in Serie B al Legnano, con cui disputa due campionati consecutivi in Serie B, segnando 5 reti in 40 partite; dopo la seconda annata, chiusa con una retrocessione, passa alla Vigevanesi, sempre in Serie B: qui colleziona 32 presenze con 2 gol, retrocedendo per il secondo anno consecutivo.
Nella stagione 1936-1937 torna a vestire la maglia del Legnano, questa volta in Serie C, e segna 9 gol in 24 partite: dal punto di vista realizzativo si tratta della sua miglior stagione in carriera; ciò non basta per evitare la retrocessione della squadra milanese, la terza consecutiva in carriera per Erba.
L'attaccante varesino nella stagione 1937-1938 torna a vestire la maglia della Pro Patria, sempre in terza serie; nel primo anno in 24 presenze non riesce a mettere a segno nemmeno una rete. L'anno seguente, invece, mette a segno 8 reti venendo poi acquistato dall'Atalanta, formazione all'epoca militante nel campionato di Serie B.
Nella sua unica stagione con la squadra bergamasca mette a segno 2 reti nelle 7 gare disputate, venendo invece frequentemente impiegato nella squadra riserve; a fine anno gli orobici conquisteranno il primo posto in campionato, venendo così promossi per la seconda volta nella loro storia in Serie A. Erba non viene però riconfermato, tornando nella Pro Patria, dove vince un campionato in Serie C e conquista la salvezza nel successivo campionato di Serie B.
Dopo la fine della seconda guerra mondiale e la ripresa dei campionati, si accasa nel Perugia, in Serie C; l'anno seguente veste invece la maglia del Seregno, con cui disputa due campionati consecutivi in Serie B; in seguito si trasferisce alla Pro Lissone, in Serie C, dove gioca per altri due anni con scarsi risultati (50 presenze senza segnare alcuna rete) per poi chiudere definitivamente la propria carriera di calciatore.

## Palmarès

### Club

#### Competizioni nazionali
- Serie B: 1

Atalanta: 1939-1940
- Serie C: 1

Pro Patria: 1940-1941